# Benjamin Savšek
Benjamin Savšek (Ljubljana 24 maart 1987) is een Sloveens kanovaarder gespecialiseerd in slalom. 
Savšek nam driemaal deel aan de Olympische Spelen, bij de eerste twee deelnames eindigde hij als zesde en bij zijn derde deelname won hij de gouden medaille in de C-1 slalom.
Op de wereldkampioenschappen won Savšek aht medailles, waaronder in 2017 de wereldtitel individueel en in 2022 met het Sloveense team.

## Belangrijkste resultaten

### Olympische Zomerspelen
| Editie | Plaats         | Resultaten    |
| ------ | -------------- | ------------- |
| 2012   | Londen         | 6e C-1 Slalom |
| 2016   | Rio de Janeiro | 6e C-1 Slalom |
| 2020   | Tokio          | C-1 Slalom    |

### Wereldkampioenschappen kanoslalom
| Jaar | Plaats          | Resultaten                        |
| ---- | --------------- | --------------------------------- |
| 2009 | La Seu d'Urgell | 19e C-1 Slalom 4eC-1 Slalom team  |
| 2010 | Ljubljana       | 7e C-1 Slalom 5e C-1 Slalom team  |
| 2011 | Bratislava      | 17e C-1 12e C-1 Slalom team       |
| 2013 | Praag           | C-1 Slalom · 4e C-1 Slalom team   |
| 2014 | Deep Creek Lake | C-1 Slalom · C-1 Slalom team      |
| 2015 | Londen          | C-1 Slalom · C-1 Slalom team      |
| 2017 | Pau             | C-1 Slalom · 5e C-1 Slalom team   |
| 2018 | Rio de Janeiro  | 7e C-1 Slalom · C-1 Slalom team   |
| 2019 | La Seu d'Urgell | 18e C-1 Slalom 6e C-1 Slalom team |
| 2021 | Bratislava      | 9e C-1 Slalom 5e C-1 Slalom team  |
| 2022 | Augsburg        | 4e C-1 Slalom · C-1 Slalom team   |

1972: Reinhard Eiben ·
1992: Lukáš Pollert ·
1996: Michal Martikán ·
2000: Tony Estanguet ·
2004: Tony Estanguet ·
2008: Michal Martikán ·
2012: Tony Estanguet ·
2016: Denis Gargaud Chanut ·
2020: Benjamin Savšek ·
2024: Nicolas Gestin